# NH Crillón Hotel
El NH Crillón Hotel (más conocido como Hotel Crillón) es un hotel adquirido por la cadena NH Hoteles, que se encuentra en la esquina de Avenida Santa Fe y Esmeralda, frente a la Plaza San Martín en el barrio de Retiro de la ciudad de Buenos Aires, Argentina.
Fue proyectado por uno de los arquitectos representativos del racionalismo en la Argentina, Héctor Morixe. Se terminó en 1947, y recibió el 2º Premio Municipal de ese año. En 2001, fue uno de los primeros hoteles de Buenos Aires en ofrecer servicio inalámbrico de Internet.
Para 2004, era propiedad de la familia Amil, que lo vendió ese año al grupo "La Madeleine". En julio de 2005, la cadena NH Hoteles adquirió el 50% de las acciones del Crillón y lo transformó en parte de su creciente oferta en Buenos Aires. Se invirtieron US$ 2 millones en la refacción.
El edificio posee un sótano, adonde originalmente se instaló un Bar y un Grill Room. En la planta baja se ubicaron el hall de acceso, las dependencias del personal y un local comercial de alquiler. Mediante dos ascensores y una escalera se tiene acceso a los pisos superiores. En el primer piso funciona un restaurante, y también las dependencias de la cocina. De los pisos segundo a octavo, las 96 habitaciones. El hotel tiene además seis salones para eventos, reuniones o conferencias.